# Polemarchus van Cyzicus

Een epicykel op een hoofdlijn.

Polemarchus van Cyzicus (circa 380 – 325 v.Chr.) was een oud-Griekse astronoom. De enige uitvoerige vermelding van Polemarchus is van de laat-klassieke neoplatonist Simplicius. Die meldde het volgende. Polemarchus was de leerling van de astronoom Eudoxus en de leraar van Callippus. Polemarchus kende de afwisselende toename en afname van helderheid van hemellichamen zoals de maan, Mars en Venus. Eudoxus had een kosmologisch model ontworpen dat bestond uit concentrische bollen, waarmee de posities en bewegingen van planeten inzichtelijk werden gemaakt. Sommigen, zoals misschien de pythagoreeër Philolaus, bekritiseerden dat model en beweerden dat de afwisselende lichtsterkte van planeten niet pasten bij een concentrisch model, omdat daarbij de planeet altijd op dezelfde afstand van de aarde stond. Polemarchus bestreed die kritiek en vond die onvoldoende om Eudoxus' model te verwerpen. De reden was dat geen afwisselende afstand waarneembaar was. Misschien is de astronoom familie van de Siciliaanse Polemarchus die Plato noemde in zijn Republiek., en die de broer was van de redenaar Lysias. Het boek van Polemarchus verloor belang na de ontwikkeling van andere kosmologische modellen met bijvoorbeeld epicykels.

## Bron
- Paul T. Keyser. 'Polemarchos of Kyzikos.' In: Biographical Encyclopedia of Astronomers. Red. Thomas Hockey, et al., 2e ed. (Springer, 2014), blz. 1744–1745.